# جيم رايس
جيم رايس (بالإنجليزية: Jim Rice) هو لاعب كرة قاعدة أمريكي، ولد في 8 مارس 1953 في أندرسون في الولايات المتحدة.

## وصلات خارجية
- جيم رايس على موقع دوري كرة القاعدة الرئيسي (الإنجليزية)
- جيم رايس على موقعبيزبول رفرنس.كوم (الدوري الرئيسي) (الإنجليزية)
- جيم رايس على موقعبيزبول رفرنس.كوم (الدوري الثانوي) (الإنجليزية)
- جيم رايس على موقع جمعية أبحاث البيسبول الأمريكية (الإنجليزية)
- جيم رايس على موقع إي إس بي إن.كوم (أم.أل.بي) (الإنجليزية)
- جيم رايس على موقع مشجعي الرسوم البيانية (الإنجليزية)
- جيم رايس على موقع قاعة مشاهير كرة القاعدة (الإنجليزية)
- جيم رايس على موقع IMDb (الإنجليزية)